# Vyšetřovací výbor Ruské federace
Vyšetřovací výbor Ruské federace (rusky Следственный комитет Российской Федерации – Sledstvennyj komitět Rossijskoj Feděracii, zkracováno Sledkom) je hlavní vyšetřovací úřad Ruské federace, který nahrazuje dřívější Vyšetřovací výbor Generálního prokurátora Ruské federace. Pracuje od 15. ledna 2011 a je podřízen přímo prezidentu Ruské federace. Od 21. ledna 2011 stojí v jeho čele předseda Alexandr Bastrykin. Vyšetřovací výbor je někdy označován za obdobu amerického Federálního úřadu pro vyšetřování.
Úřad má zhruba devatenáct tisíc zaměstnanců nepočítaje vojenské vyšetřovatele, kterých jsou přibližně dva tisíce. Hlavní sídlo úřadu je v Moskvě, hlavním městě federace.